# Glinide

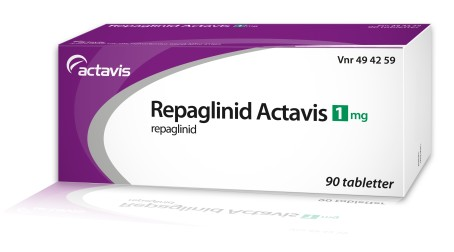
Boite de Répaglinide, un des glinides les plus courants, commercialisé par Actavis.

Les glinides sont des médicaments de la classe des antidiabétiques oraux qui agissent de façon semblable aux sulfamides hypoglycémiants, en forçant le pancréas à sécréter de l’insuline au moment des repas. Ce sont donc des insulinosécréteurs.
Ils se différencient des sulfamides hypoglycémiants car ils forcent le pancréas à sécréter de l'insuline indépendamment d'une élévation de la glycémie, alors que les sulfamides obligent le pancréas à sécréter plus d'insuline essentiellement lorsque la glycémie s'élève.
Ils doivent être pris juste avant les repas et ne doivent pas être pris si le repas est sauté car il y a alors un risque d’hypoglycémie.
Ils ne sont plus contre-indiqués en cas d'insuffisance rénale (extension de l'AMM dans l'insuffisance rénale même sévère) mais le sont pendant la grossesse, l'allaitement et l'insuffisance hépatique.
Le Novonorm (Répaglinide) est le seul représentant de cette famille commercialisé en France.